# Дашевский, Арон Израилевич
Арон Израилевич Дашевский (17 июля 1904, Ржищев, Киевский уезд, Киевская губерния — 16 января 1999, Санкт-Петербург) — советский офтальмолог и физиолог, изобретатель, доктор медицинских наук (1940), профессор (1940), заслуженный деятель науки Украинской ССР (1965).

## Биография
В 1927 году окончил Екатеринославский медицинский институт, затем аспирантуру в области глазных болезней там же (1931). Диссертацию кандидата медицинских наук защитил в 1936 году, докторскую диссертацию — в 1940 году. В 1930—1941 годах до начала Великой Отечественной войны работал научным сотрудником в Харьковском научно-исследовательском институте глазных болезней имени Л. Л. Гиршмана. В 1941 году с женой Елизаветой Рапопорт эвакуировался в Молотов, был ведущим офтальмохирургом в эвакогоспиталях.
В 1944—1949 годах — заведующий кафедрой глазных болезней Куйбышевского медицинского института. В 1949—1979 годах — заведующий кафедрой глазных болезней Днепропетровского медицинского института, затем профессор-консультант этой кафедры. С 1981 года жил в Ленинграде (где к тому времени проживала семья его сестры Раисы Израилевны).
Разработал ряд диагностических и лечебных процедур в области офтальмологии, носящих его имя, в том числе периметрический светорефлексный метод, метод аппланационной тонографии глаза для диагностики ранней глаукомы, метод оптического микрозатуманивания по А. И. Дашевскому, тонометрическую экспрессионную пробу для выявления состояния оттока жидкости из глаза (1944), эластотонометр Дашевского для измерения внутриглазного давления (1939), адаптометр, астенофор, универсальный локализатор инородных тел и разрывов сетчатки, реактотонометр (1960, реактометрия по А. И. Дашевскому), электрифицированную таблицу для исследования остроты зрения (1930). Впервые в СССР с помощью эластотонометра применил теорию Фриденвальда и предложенную им номограмму для определения истинного внутриглазного давления и коэффициента ригидности. Предложенный им фотоофтальмометрический метод стал первым в советской офтальмологии методом изучения оптической системы глаза.
Внёс значительный вклад в раннюю диагностику глаукомы: с помощью адаптированной им пилокарпиновой пробы показал, что пилокарпин, понижая внутриглазное давление, способствует не только улучшению циркуляции крови, но и повышает световую чувствительность глаза; клинически опробовал пилокарпиновую ангиоскотометрическую пробу, в ходе которой показал, что при наличии перипапиллярного и периваскулярных глаукоматозных отёков световая контрастная чувствительность сетчатой оболочки в участках, лежащих близ диска зрительного нерва и глазных сосудов, под влиянием пилокарпина резко улучшается (с резким снижением скотом для белого и серого объектов); показал зависимость ретинального отёка при глаукоме от внутриглазного давления. Другие труды посвящены вопросам этиологии близорукости (подчёркивал роль спазма аккомодации в её развитии), развитию рефракции глаза в онтогенезе, возрастным характеристикам диоптрики глаза, методам лечения спазмов аккомодации ложной близорукости у школьников, которые нашли широкое применение в медицинской практике (метод дивергентной дезаккомодации по А. И. Дашевскому (1973), оптико-рефлекторные тренировки по А. И. Дашевскому). В 1936 году предложил клинический способ исследования устойчивости аккомодации с помощью набора линз и таблиц остроты зрения. В 1950-е годы теоретически и математически рассчитал механизм удлинения глазного яблока при сочетанном аккомодационно-конвергентном напряжении.
Автор нескольких монографий, раздела «Оптическая система и рефракция глаза» в многотомном руководстве по глазным болезням (1962). В монографии «Ложная близорукость» (1973) и предшествующих ей статьях предложил состояние «ложной близорукости» как первой фазы развития истинной осевой прогрессирующей близорукости и рассмотрел потенциальные меры по её предупреждению, выявлению и лечению. В 1957 году был удостоен премии имени М. И. Авербаха АМН СССР за монографию «Новые методы изучения оптической системы глаза и развития его рефракции». Награждён орденом Трудового Красного Знамени. Был членом правления Всесоюзного общества офтальмологов, членом редколлегии «Офтальмологического журнала». Активно публиковал научные труды до 1991 года; последняя работа была опубликована в 1991 году в журнале «Вестник офтальмологии».

## Публикации
- Электрифицированная таблица для исследования остроты зрения. Харьков: Украинский институт офтальмологии имени профессора Л. Л. Гиршмана, 1930. — 3 с.
- Приборы и методы разработанные и изготовленные в Лабораториях Института им. профессора Гиршмана. Харьков: Украинский институт офтальмологии имени профессора Л. Л. Гиршмана, 1936. — 27 с.; 2-е издание там же, 1938. — 40 с.
- Описание адаптометров Нагеля и Дашевского и краткое руководство к клиническому исследованию темновой адаптации глаза. Народный комиссариат здравоохранения УССР, Управление медико-санитарной промышленности. Харьков: Завод медаппаратуры, 1939. — 36 с.
- Эластонометр. Харьков: Украинский институт офтальмологии имени профессора Л. Л. Гиршмана, 1940. — 24 с.
- Офтальмометр Жаваль-Шиотца. Краткое описание и инструкция пользования аппаратом. Харьков: Украинский институт офтальмологии имени профессора Л. Л. Гиршмана, 1940.
- Как лучше всего видеть в условиях затемнения: Памятка железнодорожнику. Харьков: Лаборатория гигиены труда Южной железной дороги, 1941. — 5 с.
- Лечение трахомы в сельских трахоматозных пунктах и врачебных участках. Куйбышев: Куйбышевская областная глазная больница, 1948. — 31 с.
- Трахома и её диагностика. Куйбышев: Куйбышевская областная глазная больница, 1948. — 31 с.
- Предупреждение и лечение слепоты. Куйбышев: Куйбышевское областное издательство, 1948. 40 с.
- Аппланационный тонометр (Модель 1960 г.): Краткое наставление к применению в клинической практике. Днепропетровск: Днепропетровский медицинский институт, 1961. — 12 с.
- Астенофор: Краткое наставление к применению в клинической практике. Днепропетровск: Днепропетровский медицинский институт, 1961. — 10 с.
- Наставление к применению набора оптических линз и призм для ортопедического лечения ложной близорукости и зрительного утомления. Днепропетровск: Оптико-механическая мастерская фабрики «Металлобытремонт», 1967. — 20 с.
- Система диагностики, ортоптического лечения и коррекции близорукости: Методическая инструкция. Донецк: Донецкий областной отдел здравоохранения, 1971. — 32 с.
- Система раннего выявления, комплексного лечения и оптической коррекции близорукости: Методические рекомендации. Днепропетровск: Днепропетровский областной отдел здравоохранения, 1973. — 38 с.
- Раннее выявление и лечение спазмов аккомодации при близорукости: Методические рекомендации. Краснодар: Краснодарский краевой отдел здравоохранения, 1974. — 44 с.

## Монографии
- Новые методы изучения оптической системы глаза и развития его рефракции. Киев: Госмедиздат УССР, 1956. — 164 с
- Посібник до практичних занять з курсу очних хвороб. Посібіе для студ. мед. інституту. Киев: Вища школа, 1959. — 195 с.
- Близорукость. Л.: Медгиз (Ленинградское отделение), 1962. — 148 с.
- А. І. Дашевський, О. І. Кузина, С. П. Шмуль. Практичні заняття з очних хвороб. Киев: Вища школа, 1971.
- Ложная близорукость. М.: Медицина, 1973. — 152 с.
- Методы лечения приобретённой миопии. Киев, 1976.

## Под редакцией А. И. Дашевского
- Вопросы глаукомы: Аппланационная тонометрия и тонография глаза в диагностике и лечении глаукомы. Сборник статей. Днепропетровск: Днепропетровский медицинский институт, 1961. — 109 с.